# Monaster Agapia
Monaster Agapia – prawosławny żeński monaster w okręgu Neamț, w odległości ok. 4 kilometrów na południe od Târgu Neamț. W klasztorze mieszka około 400 zakonnic zajmujących się uprawą ziemi, tkaniem dywanów i produkcją pamiątek dla turystów.
Monaster Agapia składa się z dwóch klasztorów:
- większego zwanego Agapią w Dolinie (rum. Agapia din Vale) w którego skład wchodzi monasterska cerkiew i muzeum ikon z XVII i XVIII wieku[2].
- mniejszego zwanego Agapią na Wzgórzu (rum. Agapia din Deal) lub Starą Agapią (rum. Agapia Veche) z drewnianą zabudową[1].

## Historia
Klasztor w Dolinie został zbudowany w latach 1642–1644. Aktualna neoklasycystyczna fasada powstała podczas rekonstrukcji pomiędzy 1882 a 1903 rokiem. Około 1860 r. najbardziej znany rumuński malarz XIX wieku Nicolae Grigorescu ozdobił klasztorną cerkiew malowidłami ściennymi.
Klasztor na wzgórzu został ufundowany przez Elenę, żonę hospodara Mołdawii Piotra Rareșa w latach 1642–1647.

## Galeria

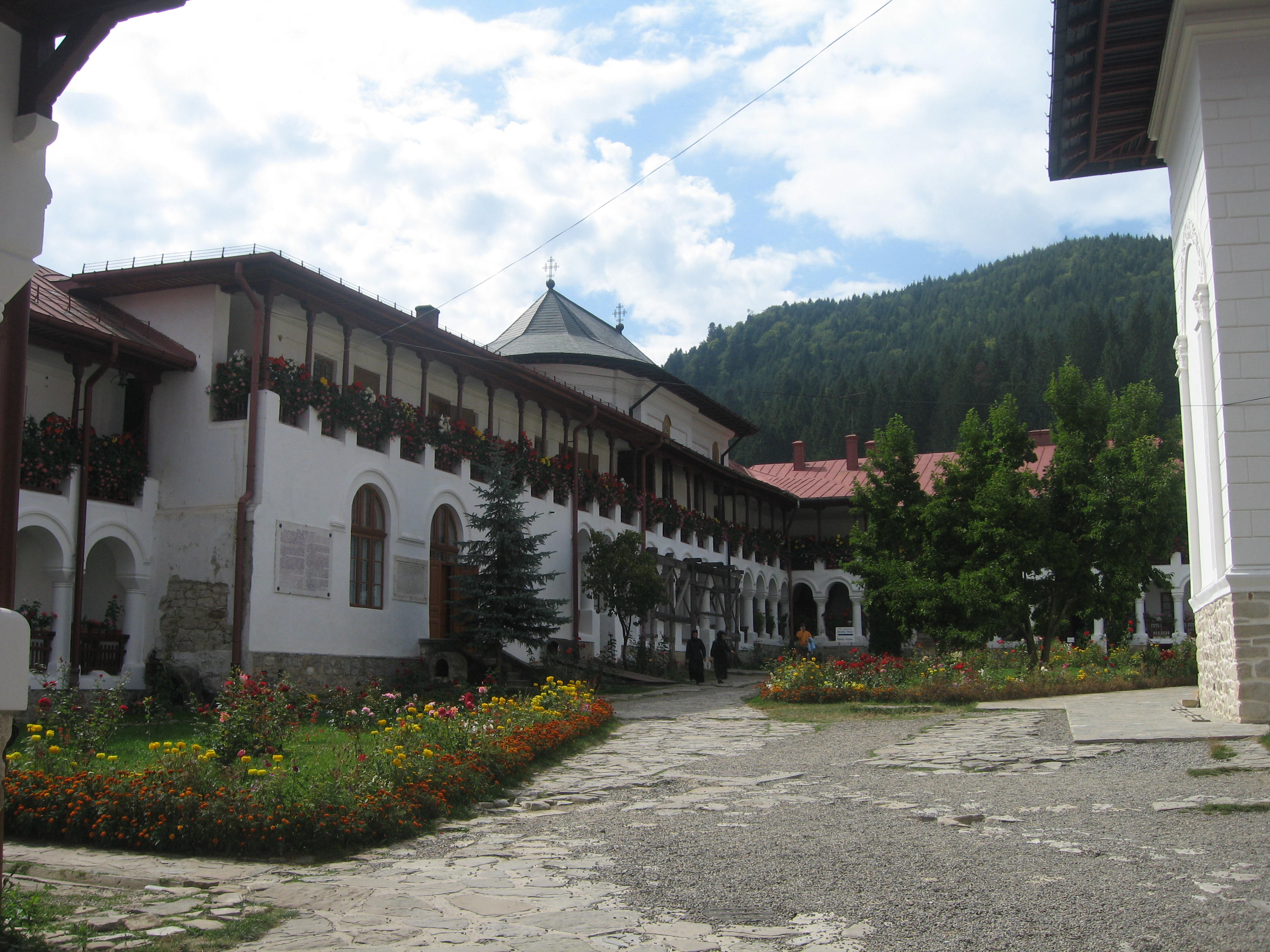
Wewnętrzny dziedziniec klasztoru Agapia w Dolinie
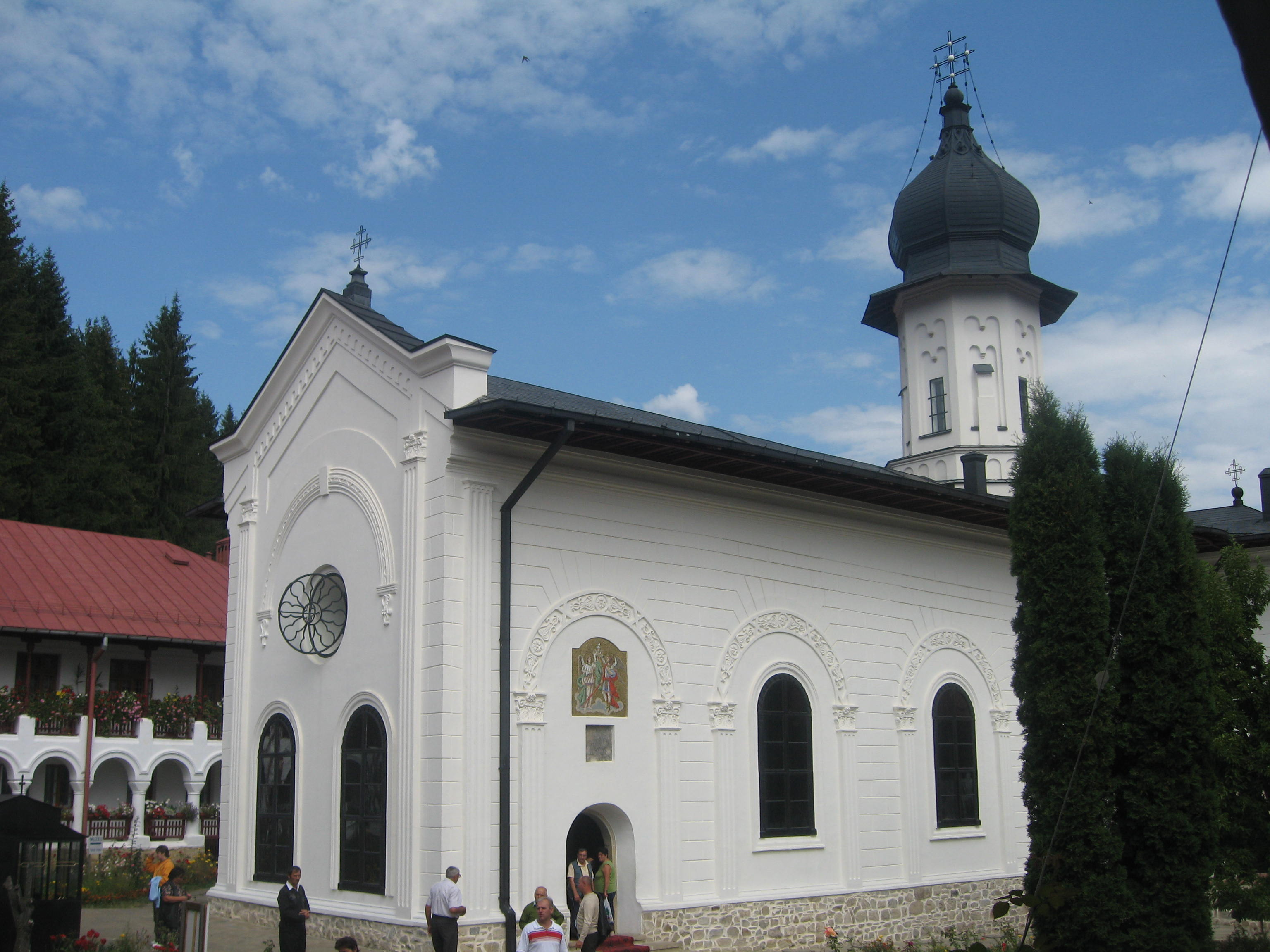
Cerkiew klasztorna (Agapia w Dolinie)
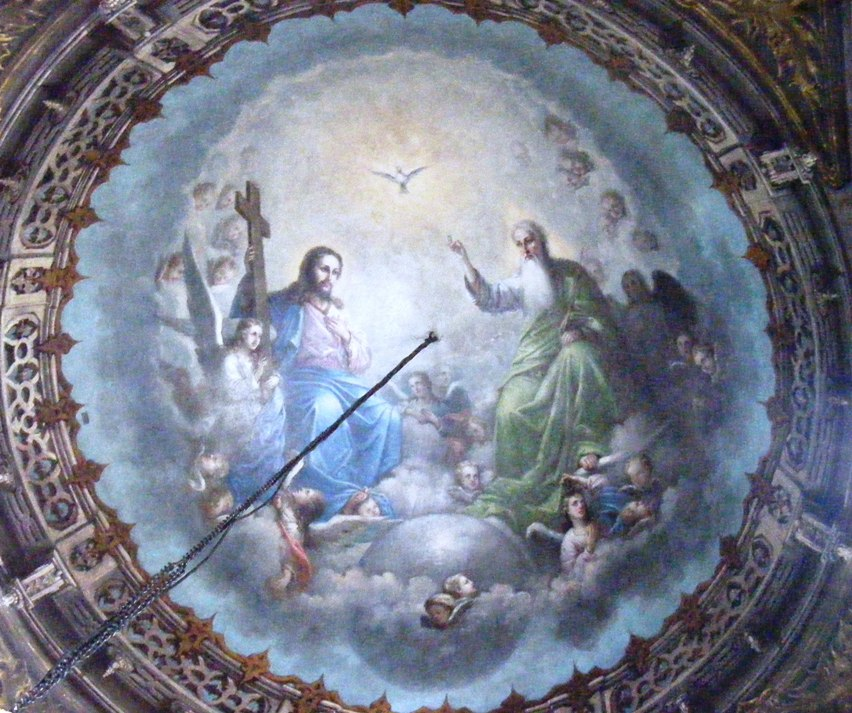
Obraz Nicolae Grigorescu - Święta Trójca
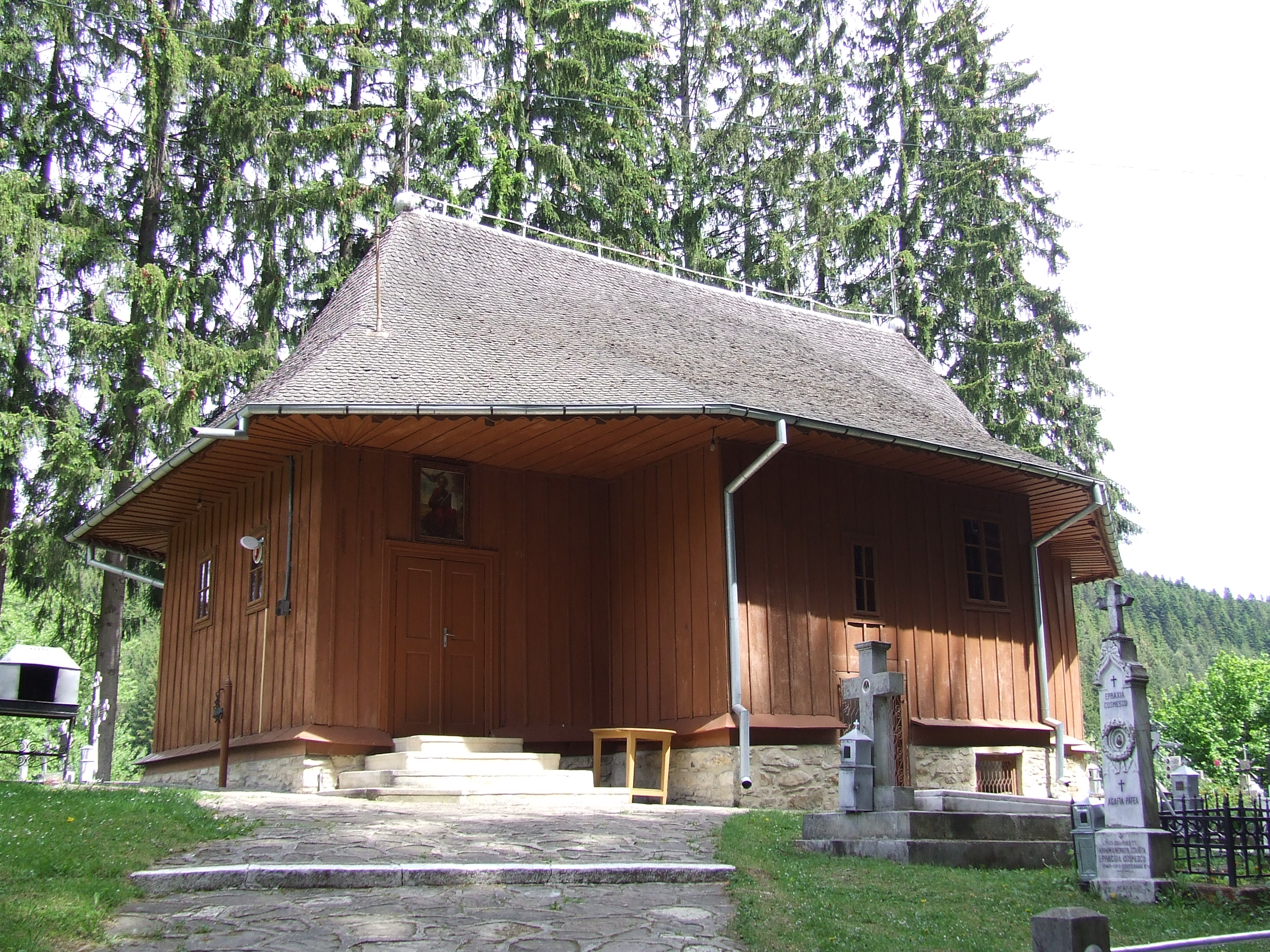
Drewniana cerkiew św. Jana Teologa (Agapia na Wzgórzu)